# Jewry Wall

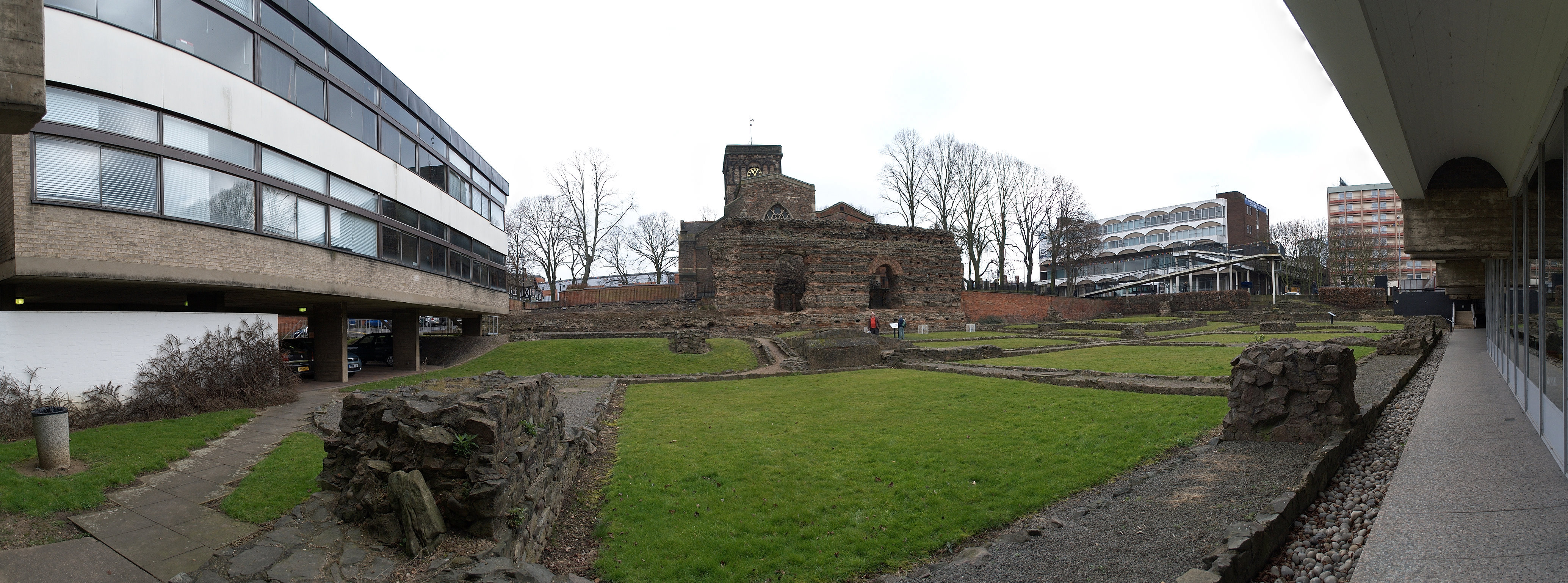
Leicester (Inghilterra): veduta panoramica del Jewry Wall

Il Jewry Wall è un sito archeologico di epoca romana di Leicester, in Inghilterra, che costituisce quanto rimane di un edificio pubblico (terme o bagni pubblici) risalente all'incirca al 150-160 d.C. e che rappresenta l'unica parte ancora visibile dell'antica città di Ratae Corieltauvorum (la Leicester romana), oltre che la più grande struttura romana in pietra di cui rimane traccia in Gran Bretagna.
Il sito, gestito dall'English Heritage, ospita anche un museo sulla storia di Leicester, il Jewry Wall Museum.

## Origini del nome
Incerta è l'origine del nome Jewry Wall.
Forse fa riferimento ai 24 giurati o consiglieri che tenevano le loro riunioni in loco oppure a un tempio dedicato al dio Giano; poco probabile è invece un riferimento alla comunità ebraica locale.

## Descrizione
Il sito si trova ai nr. 156-150 di St Nicholas Street.
Il Jewry Wall ha un'altezza di circa 9 metr ed è costituito da vari tipi di pietra, soprattutto granito e arenaria provenienti dalla foresta di Charnwood.
Le antiche terme erano costituite da tre grandi calderia e da tre piccole tepidaria.
|  |

## Storia
Nel Medioevo, parte delle terme romane di Leicester furono demolite allo scopo di riutilizzarne il materiale, lasciando soltanto quanto rimane tuttora.
In epoca anglo-sassone, il sito costituiva una parte delle recinzioni della chiesa di San Nicola.
Nel 1722, l'antiquario William Stukeley, realizzando una mappa di Leicester, denominò per la prima volta il sito "Jewry Wall".
Nel 1920, gli edifici moderni attorno al Jewry Wall furono demoliti per renderlo maggiormente visibile.
In seguito, tra il 1936 e il 1939, furono intraprese delle opere di scavo da parte dell'archeologa Kathleen Mary Kenyon.